# Buluka collessi
Buluka collessi är en stekelart som beskrevs av Austin och Paul C. Dangerfield 1992. Buluka collessi ingår i släktet Buluka och familjen bracksteklar. Inga underarter finns listade.